# Empresa Minera del Sàhara
L'Empresa Minera del Sàhara va ser creada pel govern espanyol el 1962 per a l'explotació de les mines del Sàhara. Era un dels pocs interessos econòmics de la zona per a la seva colonització.